# Robert Paterson Rithet
Pour les articles homonymes, voir Rithet.
Robert Paterson Rithet (22 avril 1844-19 mars 1919) est un homme politique canadien de la Colombie-Britannique. Il est député provincial indépendant de la circonscription britanno-colombienne de Victoria City de 1894 à 1898. Il est également maire de la ville de Victoria de 1884 à 1885.

## Biographie
Né à Cleuchhead dans le Dumfriesshire en Écosse, Rithet étudie à Annan. Il arrive à Victoria en 1862 pour prospecter de l'or et contribue à la construction de routes dans la région de Cariboo. En 1865, il est embauché par Gilbert Malcolm Sproat (en) et transfert ensuite pour la J. Robertson Stewart's company en 1870. Après, il démarre sa propre entreprise avec l'aide de Andrew Welch. Il exerce également les fonctions de vice-président de la Albion Iron Works, en plus d'être propriétaire de moulin à farine à Vernon et Enderby. En plus de fonction de juge de paix, il est également président de la California and Hawaiian Sugar Refining Company.
Rithet meurt à Victoria en mars 1919 à l'âge de 74 ans.